# Pseudosphäre

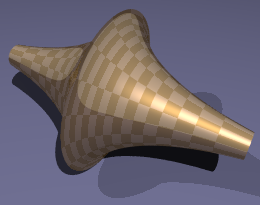
Drehfläche einer Traktrix um ihre Asymptote

In der Differentialgeometrie wird der Begriff Pseudosphäre für verschiedene Flächen benutzt, die eine konstante negative Gaußkrümmung haben:
- ein Hyperboloid,
- ein Traktrikoid (die Drehfläche einer Traktrix) oder
- eine theoretische Oberfläche konstanter negativer Krümmung.

## Theoretische Pseudosphäre
In der abstrakten Interpretation ist eine Pseudosphäre mit Radius {\displaystyle R} eine Fläche mit konstanter gaußscher Krümmung {\displaystyle -{\tfrac {1}{R^{2}}}} (präzise eine vollständige, einfach zusammenhängende Oberfläche dieser Krümmung), und zwar in Analogie zu einer Sphäre mit Radius {\displaystyle R}, die eine Fläche mit gaußscher Krümmung {\displaystyle {\tfrac {1}{R^{2}}}} ist.
Der Begriff wurde 1868 von Eugenio Beltrami in seiner Arbeit Modelle hyperbolischer Geometrie eingeführt.